# هربرت وینت
هربرت وینت (آلمانی: Herbert Windt؛ ۱۵ سپتامبر ۱۸۹۴ – ۲۲ نوامبر ۱۹۶۵) موسیقی‌دان و آهنگساز اهل آلمان بود.
وی یکی از مهمترین آهنگسازان موسیقی فیلم برای آلمان نازی بود و بابت همکاری‌اش با لنی ریفنشتال در فیلم‌های المپیا و پیروزی اراده شهرت دارد.
از فیلم‌های دیگری که وی در آن‌ها نقش داشته‌است، می‌توان به پاراسلسوس و ویلیام تل اشاره نمود.